# Finalissima 2022
Finalissima 2022 (n.đ. 'Grand Final'; tiếng Tây Ban Nha: Finalísima) là lần tổ chức thứ ba của Siêu cúp Liên lục địa CONMEBOL–UEFA, trận đấu bóng đá liên lục địa giữa các nhà vô địch Giải vô địch bóng đá châu Âu và Cúp bóng đá Nam Mỹ. Trận đấu có sự góp mặt của Ý, nhà vô địch của Giải vô địch bóng đá châu Âu 2020 (được tổ chức vào năm 2021) và Argentina, nhà vô địch của Cúp bóng đá Nam Mỹ 2021. Trận đấu được diễn ra tại Sân vận động Wembley ở Luân Đôn, Anh vào ngày 1 tháng 6 năm 2022. Trận đấu, sự hồi sinh của Cúp Artemio Franchi diễn ra lần cuối vào 29 năm trước, được đồng tổ chức bởi CONMEBOL và UEFA như một phần của quan hệ đối tác mới giữa hai liên đoàn.
Argentina đã đánh bại Ý với tỷ số 3–0, qua đó lần thứ hai lên ngôi vô địch.

## Hoàn cảnh ra đời
Tiền thân của Siêu cúp Liên lục địa CONMEBOL–UEFA là cúp Artemio Franchi, được CONMEBOL và UEFA lần đầu cho ra mắt vào năm 1985. Thể thức của giải này có thể tương đương với siêu cúp châu lục giữa đương kim vô địch UEFA Champions League và Copa Libertadores. Đội đương kim vô địch Euro và đội đương kim vô địch Copa America sẽ gặp nhau tại giải đấu này. Chỉ có hai trận chung kết được tổ chức vào các năm 1985 và 1993 rồi sau đó không tổ chức nữa, và hai đội vô địch các năm đó lần lượt là đội tuyển Pháp và đội tuyển Argentina.
Giải đấu được coi là tiền đề cho sự ra đời của Cúp Liên đoàn các châu lục do FIFA lần đầu tổ chức vào năm 1992, giải đấu dành cho các nhà vô đich châu lục và đội vô địch FIFA World Cup. Tuy nhiên, FIFA đã chính thức chấm dứt giải đấu này kể từ sau lần tổ chức năm 2017.
Ngày 12 tháng 2 năm 2020, UEFA và CONMEBOL đã cùng nhau ký kết một biên bản ghi nhớ mới nhằm tăng cường hợp tác giữa hai liên đoàn bóng đá này. Là một phần của thỏa thuận, cả hai liên đoàn đã xem xét khả năng tổ chức các trận đấu liên lục địa giữa đội châu Âu và đội Nam Mỹ ở cả cấp độ bóng đá nam và nữ ở các nhóm tuổi khác nhau. Ngày 28 tháng 9 năm 2021, UEFA và CONMEBOL xác nhận rằng đội đương kim vô địch Euro và đội đương kim vô địch Copa America sẽ lại giao đấu với nhau trong một trận đấu liên lục địa, với thỏa thuận ban đầu bao gồm ba phiên bản bắt đầu diễn ra từ năm 2022.
Ngày 15 tháng 12 năm 2021, UEFA và CONMEBOL tiếp tục ký một biên bản ghi nhớ khác kéo dài đến năm 2028, trong đó bao gồm các điều khoản cụ thể về việc mở một văn phòng hợp tác chung ở Luân Đôn và tiềm năng tổ chức các sự kiện bóng đá khác nhau. Trận đấu được xác nhận sẽ diễn ra tại Luân Đôn vào ngày 1 tháng 6 năm 2022, với địa điểm vẫn chưa được công bố. Ngày 22 tháng 3 năm 2022, đại diện UEFA công bố rằng trận đấu sẽ diễn ra trên sân vận động Wembley. Đồng thời, tên thương hiệu đã được tiết lộ và UEFA đã thông báo rằng "Siêu cúp Liên lục địa CONMEBOL–UEFA" là tên gọi mới của Cúp Artemio Franchi.

## Đội tham gia
| Đội         | Liên đoàn | Tiêu chí giành quyền      | Lần tham dự trước (in đậm là đội vô địch) | Xếp hạng FIFA Tháng 3 năm 2022 |
| ----------- | --------- | ------------------------- | ----------------------------------------- | ------------------------------ |
| Ý           | UEFA      | Vô địch UEFA Euro 2020    | Chưa tham dự                              | 8                              |
| ArgentinaTH | CONMEBOL  | Vô địch Copa América 2021 | 1 (1993)                                  | 2                              |

Ý đủ điều kiện tham dự trận đấu nhờ vô địch UEFA Euro 2020 (tổ chức vào năm 2021), sau khi đánh bại Anh trên chấm phạt đền trong trận chung kết, cũng được tổ chức tại Wembley, để giành chức vô địch UEFA Euro lần thứ hai. Argentina đã vượt qua vòng loại bằng cách giành chức vô địch Copa América 2021, đánh bại Brasil 1–0 trong trận chung kết để giành danh hiệu Copa América thứ 15 cân bằng kỷ lục của Uruguay, danh hiệu đầu tiên của họ sau 28 năm.

## Địa điểm

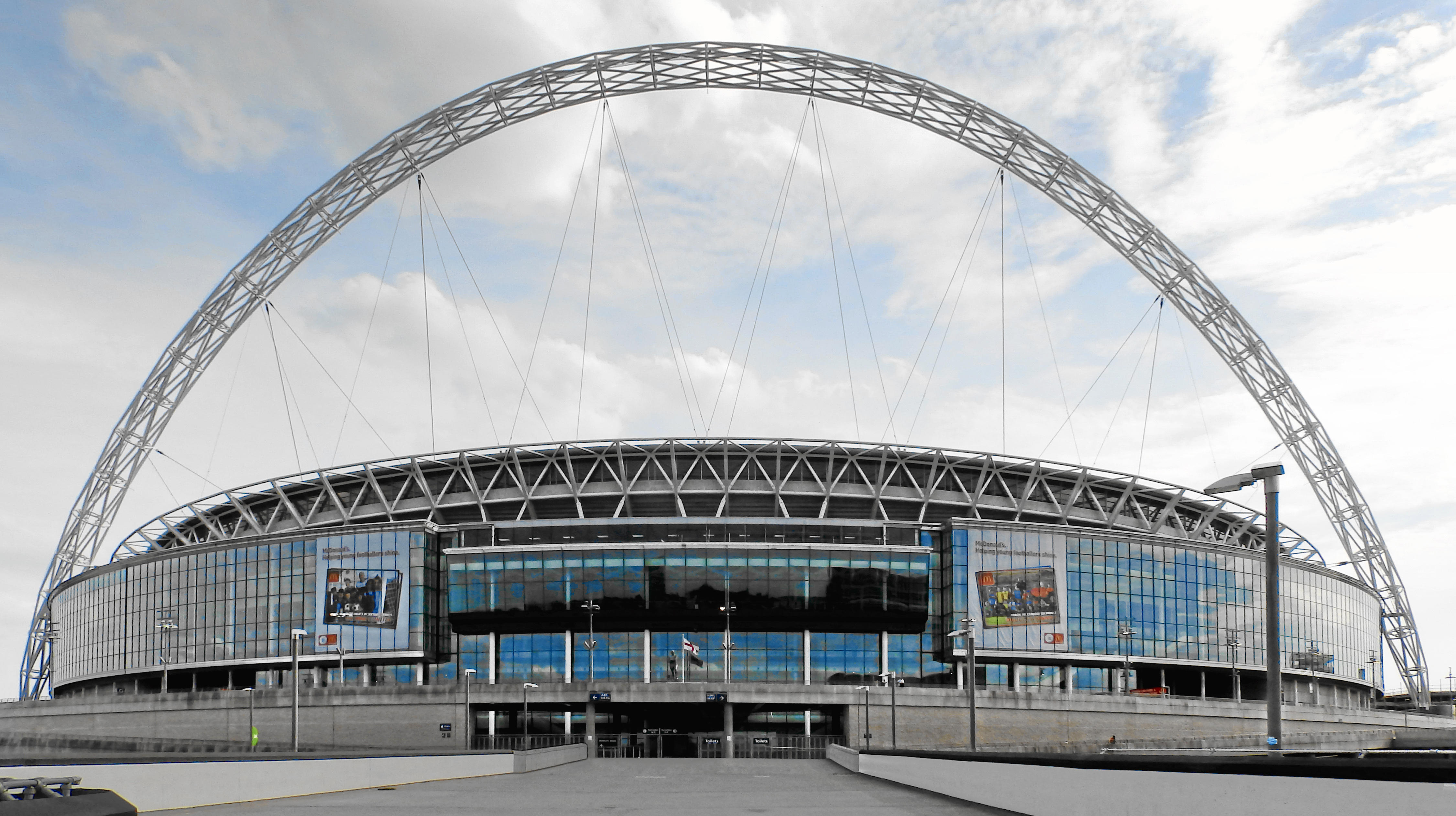
Sân vận động Wembley ở London, nơi diễn ra trận đấu.

Trận đấu được tổ chức tại sân vận động Wembley ở London, Anh. Sân vận động Wembley mở cửa vào năm 2007 trên địa điểm của sân vận động ban đầu, việc phá dỡ diễn ra từ năm 2002 đến năm 2003. Thuộc sở hữu của Hiệp hội bóng đá Anh (FA), nó được dùng làm sân vận động bóng đá quốc gia của Anh. Sân vận động này là nơi tổ chức Giải vô địch bóng đá châu Âu 2020, bao gồm cả trận chung kết, đội tuyển Ý đã giành chiến thắng trên chấm phạt đền trước đội tuyển Anh. Sân vận động ban đầu, trước đây gọi là Sân vận động Empire, mở cửa vào năm 1923 và tổ chức các trận đấu tại Giải vô địch bóng đá thế giới 1966, bao gồm trận chung kết, chứng kiến chủ nhà Anh đánh bại Tây Đức 4–2 sau hiệp phụ, và tại UEFA Euro 1996, bao gồm trận chung kết, trong đó Đức đánh bại Cộng hòa Séc. Wembley cũng tổ chức các trận Chung kết Cúp FA hàng năm, làm như vậy kể từ trận Chung kết White Horse năm 1923 (không bao gồm từ 2001 đến 2006, khi sân đang được xây dựng lại).

## Đội hình
Mỗi đội tuyển cần phải công bố một đội hình chính thức gồm 23 cầu thủ, trong đó có ba thủ môn. Đội hình sẽ được chốt trước ngày 29 tháng 5 năm 2022, ba ngày trước khi trận đấu diễn ra. Tuy nhiên, cả hai đội đều công bố đội hình muộn hơn so với dự kiến.

### Ý
Đội tuyển Ý đã công bố đội hình sơ bộ gồm 39 cầu thủ vào ngày 23 tháng 5 năm 2022. Bốn ngày sau, đội hình được mở rộng thành 45 cầu thủ, với tám cầu thủ mới được bổ sung vào đội hình, ngoại trừ Domenico Berardi và Andrea Pinamonti không góp mặt vì chấn thương.
Đội hình 23 cầu thủ chính thức được công bố vào ngày 30 tháng 5 năm 2022.
Huấn luyện viên: Roberto Mancini
| Số | VT | Cầu thủ                        | Ngày sinh (tuổi)            | Trận | Bàn | Câu lạc bộ          |
| -- | -- | ------------------------------ | --------------------------- | ---- | --- | ------------------- |
| 1  | TM | Alessio Cragno                 | 28 tháng 6, 1994 (27 tuổi)  | 2    | 0   | Cagliari            |
| 2  | HV | Giovanni Di Lorenzo            | 4 tháng 8, 1993 (28 tuổi)   | 19   | 2   | Napoli              |
| 3  | HV | Giorgio Chiellini (đội trưởng) | 14 tháng 8, 1984 (37 tuổi)  | 116  | 8   | Juventus            |
| 4  | HV | Leonardo Spinazzola            | 25 tháng 3, 1993 (29 tuổi)  | 18   | 0   | Roma                |
| 5  | TV | Manuel Locatelli               | 8 tháng 1, 1998 (24 tuổi)   | 21   | 3   | Juventus            |
| 6  | HV | Manuel Lazzari                 | 29 tháng 11, 1993 (28 tuổi) | 2    | 0   | Lazio               |
| 7  | HV | Alessandro Florenzi            | 11 tháng 3, 1991 (31 tuổi)  | 47   | 2   | Milan               |
| 8  | TV | Jorginho                       | 20 tháng 12, 1991 (30 tuổi) | 43   | 5   | Chelsea             |
| 9  | TĐ | Andrea Belotti                 | 20 tháng 12, 1993 (28 tuổi) | 42   | 12  | Torino              |
| 10 | TV | Federico Bernardeschi          | 16 tháng 2, 1994 (28 tuổi)  | 38   | 6   | Juventus            |
| 11 | TĐ | Matteo Politano                | 3 tháng 8, 1993 (28 tuổi)   | 4    | 3   | Napoli              |
| 12 | TV | Matteo Pessina                 | 21 tháng 4, 1997 (25 tuổi)  | 12   | 4   | Atalanta            |
| 13 | HV | Emerson Palmieri               | 3 tháng 8, 1994 (27 tuổi)   | 26   | 0   | Lyon                |
| 14 | TM | Alex Meret                     | 22 tháng 3, 1997 (25 tuổi)  | 2    | 0   | Napoli              |
| 15 | HV | Francesco Acerbi               | 10 tháng 2, 1988 (34 tuổi)  | 23   | 1   | Lazio               |
| 16 | TV | Bryan Cristante                | 3 tháng 3, 1995 (27 tuổi)   | 23   | 2   | Roma                |
| 17 | TĐ | Gianluca Scamacca              | 1 tháng 1, 1999 (23 tuổi)   | 3    | 0   | Sassuolo            |
| 18 | TV | Nicolò Barella                 | 7 tháng 2, 1997 (25 tuổi)   | 36   | 7   | Internazionale      |
| 19 | HV | Leonardo Bonucci               | 1 tháng 5, 1987 (35 tuổi)   | 115  | 8   | Juventus            |
| 20 | TV | Lorenzo Pellegrini             | 19 tháng 6, 1996 (25 tuổi)  | 21   | 3   | Roma                |
| 21 | TM | Gianluigi Donnarumma           | 25 tháng 2, 1999 (23 tuổi)  | 42   | 0   | Paris Saint-Germain |
| 22 | TĐ | Giacomo Raspadori              | 18 tháng 2, 2000 (22 tuổi)  | 9    | 3   | Sassuolo            |
| 23 | HV | Alessandro Bastoni             | 13 tháng 4, 1999 (23 tuổi)  | 11   | 0   | Internazionale      |

### Argentina
Đội tuyển Argentina đã công bố đội hình sơ bộ gồm 35 cầu thủ vào ngày 13 tháng 5 năm 2022. Năm ngày sau, số cầu thủ trong đội hình được giảm xuống còn 29 cầu thủ.
Đội hình 23 cầu thủ chính thức được công bố vào ngày 1 tháng 6 năm 2022. Danh sách thi đấu có sự thay đổi vào phút chót, trung vệ Lisandro Martinez được thay thế bởi Marcos Senesi.
Huấn luyện viên: Lionel Scaloni
| Số | VT | Cầu thủ                   | Ngày sinh (tuổi)            | Trận | Bàn | Câu lạc bộ             |
| -- | -- | ------------------------- | --------------------------- | ---- | --- | ---------------------- |
| 1  | TM | Franco Armani             | 16 tháng 10, 1986 (35 tuổi) | 17   | 0   | River Plate            |
| 2  | HV | Juan Foyth                | 12 tháng 1, 1998 (24 tuổi)  | 14   | 0   | Villarreal             |
| 3  | HV | Nicolás Tagliafico        | 31 tháng 8, 1992 (29 tuổi)  | 39   | 0   | Ajax                   |
| 4  | HV | Nahuel Molina             | 6 tháng 4, 1998 (24 tuổi)   | 15   | 0   | Udinese                |
| 5  | TV | Alexis Mac Allister       | 24 tháng 12, 1998 (23 tuổi) | 4    | 0   | Brighton & Hove Albion |
| 6  | HV | Germán Pezzella           | 27 tháng 6, 1991 (30 tuổi)  | 28   | 2   | Real Betis             |
| 7  | TV | Rodrigo De Paul           | 24 tháng 5, 1994 (28 tuổi)  | 39   | 2   | Atlético Madrid        |
| 8  | HV | Marcos Acuña              | 28 tháng 10, 1991 (30 tuổi) | 41   | 0   | Sevilla                |
| 9  | TĐ | Julián Álvarez            | 31 tháng 1, 2000 (22 tuổi)  | 7    | 1   | River Plate            |
| 10 | TĐ | Lionel Messi (đội trưởng) | 24 tháng 6, 1987 (34 tuổi)  | 160  | 81  | Paris Saint-Germain    |
| 11 | TĐ | Ángel Di María            | 14 tháng 2, 1988 (34 tuổi)  | 121  | 24  | Paris Saint-Germain    |
| 12 | TM | Gerónimo Rulli            | 20 tháng 5, 1992 (30 tuổi)  | 3    | 0   | Villarreal             |
| 13 | HV | Cristian Romero           | 27 tháng 4, 1998 (24 tuổi)  | 10   | 1   | Tottenham Hotspur      |
| 14 | TV | Exequiel Palacios         | 5 tháng 10, 1998 (23 tuổi)  | 18   | 0   | Bayer Leverkusen       |
| 15 | TV | Nicolás González          | 6 tháng 4, 1998 (24 tuổi)   | 19   | 3   | Fiorentina             |
| 16 | HV | Marcos Senesi             | 10 tháng 5, 1997 (25 tuổi)  | 1    | 0   | Feyenoord              |
| 17 | TĐ | Papu Gómez                | 15 tháng 2, 1988 (34 tuổi)  | 13   | 3   | Sevilla                |
| 18 | TV | Guido Rodríguez           | 12 tháng 4, 1994 (28 tuổi)  | 23   | 1   | Real Betis             |
| 19 | HV | Nicolás Otamendi          | 12 tháng 2, 1988 (34 tuổi)  | 90   | 4   | Benfica                |
| 20 | TV | Giovani Lo Celso          | 9 tháng 4, 1996 (26 tuổi)   | 38   | 2   | Villarreal             |
| 21 | TĐ | Paulo Dybala              | 15 tháng 11, 1993 (28 tuổi) | 32   | 2   | Juventus               |
| 22 | TĐ | Lautaro Martínez          | 22 tháng 8, 1997 (24 tuổi)  | 37   | 19  | Internazionale         |
| 23 | TM | Emiliano Martínez         | 2 tháng 9, 1992 (29 tuổi)   | 16   | 0   | Aston Villa            |

## Trước trận đấu

### Biểu trưng và nhận dạng

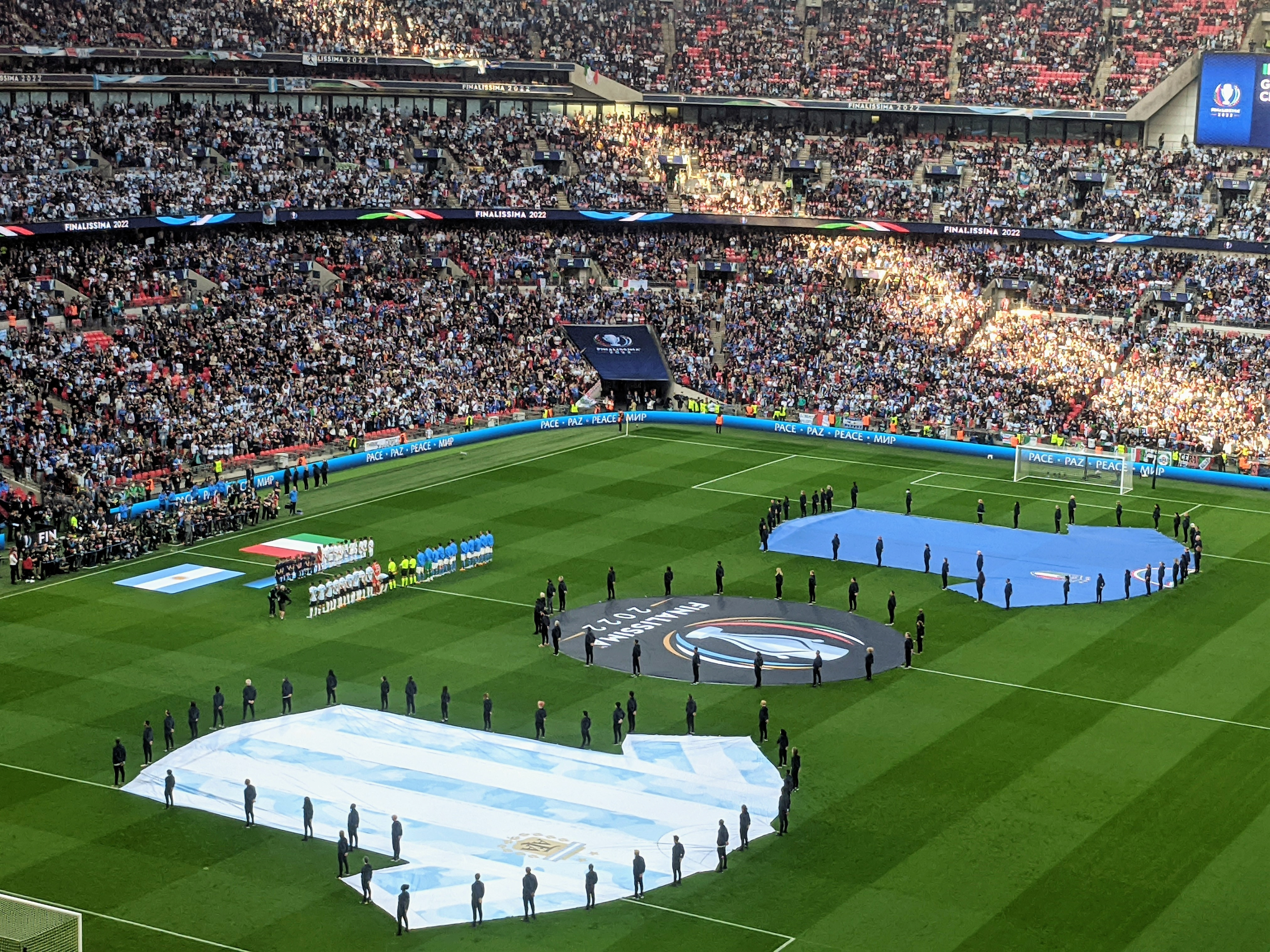
Sân vận động Wembley với hình ảnh đại diện khổng lồ của cả hai bộ đồng phục thi đấu, trước trận đấu

UEFA tiết lộ bộ nhận diện thương hiệu cho trận đấu vào ngày 22 tháng 3 năm 2022. Trận đấu được gọi là Finalissima, tiếng Ý có nghĩa là "trận chung kết lớn". Logo dựa trên vòng nguyệt quế, biểu tượng của chiến thắng. Nó có các dải ruy băng mang màu sắc của các quốc gia thi đấu, màu xanh lá cây, trắng và đỏ của Ý ở bên trái và màu trắng và xanh lam nhạt của Argentina. Ngoài ra, một số dải ruy băng bằng bạch kim và vàng, nhằm làm nổi bật ý nghĩa của trận đấu. Theo UEFA, các dải ruy băng là "biểu tượng của mối quan hệ bền chặt giữa CONMEBOL và UEFA, và cam kết của họ đối với sự phát triển của bóng đá ngoài khu vực địa lý của họ".

### Vé xem trận đấu
Sức chứa của sân vận động là 86.000 chỗ cho trận đấu, vé được bán cho người hâm mộ và công chúng trên cơ sở ai đến trước được phục vụ trước thông qua UEFA.com. Có sẵn từ ngày 24 tháng 3 năm 2022, vé có bốn loại giá: £25, £40, £55 và £99.

### Tổ trọng tài
Vào ngày 30 tháng 5 năm 2022, trọng tài 37 tuổi người Chile Piero Maza được công bố làm trọng tài cho trận đấu, theo sự chỉ định chung của CONMEBOL và UEFA. Maza đã là trọng tài FIFA từ năm 2018, mặc dù trận đấu này là trận đấu quốc tế cấp cao đầu tiên của ông với tư cách trọng tài. Tuy nhiên, Maza trước đây đã từng là trọng tài thứ tư và trợ lý VAR tại Copa América 2019, cũng như VAR tại Giải vô địch bóng đá U-17 thế giới 2019. Ông cùng với những người đồng hương Christian Schiemann và Claudio Ríos làm trợ lý trọng tài. Trọng tài người Tây Ban Nha Jesús Gil Manzano từng là trọng tài thứ tư, cùng với những người đồng hương của ông là Alejandro Hernández Hernández và Juan Martínez Munuera lần lượt đóng vai trò là VAR và một trong những trợ lý VAR. Tiago Martins của Bồ Đào Nha là trợ lý VAR còn lại.

## Trận đấu

### Chi tiết trận đấu
| Ý | 0–3      | Argentina                                       |
| - | -------- | ----------------------------------------------- |
|   | Chi tiết | L. Martínez 28' · Di María 45+1' · Dybala 90+4' |

| Ý | Argentina |

| GK                  | 21 | Gianluigi Donnarumma      |
| RB                  | 2  | Giovanni Di Lorenzo 72'   |
| CB                  | 19 | Leonardo Bonucci 39'      |
| CB                  | 3  | Giorgio Chiellini (c) 46' |
| LB                  | 13 | Emerson Palmieri 77'      |
| DM                  | 8  | Jorginho                  |
| CM                  | 12 | Matteo Pessina 62'        |
| CM                  | 18 | Nicolò Barella 77'        |
| RF                  | 10 | Federico Bernardeschi 46' |
| CF                  | 9  | Andrea Belotti 46'        |
| LF                  | 22 | Giacomo Raspadori         |
| Vào sân thay người: |    |                           |
| FW                  | 17 | Gianluca Scamacca 46'     |
| DF                  | 6  | Manuel Lazzari 46'        |
| MF                  | 5  | Manuel Locatelli 46'      |
| DF                  | 4  | Leonardo Spinazzola 62'   |
| DF                  | 23 | Alessandro Bastoni 77'    |
| Huấn luyện viên:    |    |                           |
| Roberto Mancini     |    |                           |

| GK                  | 23 | Emiliano Martínez      |
| RB                  | 4  | Nahuel Molina          |
| CB                  | 13 | Cristian Romero 85'    |
| CB                  | 19 | Nicolás Otamendi 22'   |
| LB                  | 3  | Nicolás Tagliafico     |
| DM                  | 18 | Guido Rodríguez        |
| CM                  | 20 | Giovani Lo Celso 90+1' |
| CM                  | 7  | Rodrigo De Paul 76'    |
| RF                  | 10 | Lionel Messi (c)       |
| CF                  | 22 | Lautaro Martínez 85'   |
| LF                  | 11 | Ángel Di María 90+1'   |
| Vào sân thay người: |    |                        |
| MF                  | 14 | Exequiel Palacios 76'  |
| DF                  | 6  | Germán Pezzella 85'    |
| FW                  | 9  | Julián Álvarez 85'     |
| FW                  | 21 | Paulo Dybala 90+1'     |
| MF                  | 15 | Nicolás González 90+1' |
| Huấn luyện viên:    |    |                        |
| Lionel Scaloni      |    |                        |

| Cầu thủ xuất sắc nhất trận đấu: Lionel Messi (Argentina) Trợ lý trọng tài: Christian Schiemann (Chile) Claudio Ríos (Chile) Trọng tài thứ tư: Jesús Gil Manzano (Tây Ban Nha) Trọng tài VAR: Alejandro Hernández Hernández (Tây Ban Nha) Trợ lý trọng tài VAR: Juan Martínez Munuera (Tây Ban Nha) Tiago Martins (Bồ Đào Nha) | Luật của trận đấu - 90 phút - Loạt sút luân lưu nếu vẫn có tỷ số hòa - Tối đa 12 cầu thủ dự bị - Được phép thay tối đa 5 cầu thủ, và được phép thay thêm 1 cầu thủ thứ sáu trong hiệp phụ. |

### Thống kê
| Thống kê           | Ý   | Argentina |
| ------------------ | --- | --------- |
| Bàn thắng được ghi | 0   | 2         |
| Tổng cú sút        | 5   | 6         |
| Sút trúng đích     | 2   | 3         |
| Cứu thua           | 1   | 2         |
| Kiểm soát bóng     | 48% | 52%       |
| Phạt góc           | 3   | 1         |
| Phạm lỗi           | 5   | 10        |
| Việt vị            | 1   | 0         |
| Thẻ vàng           | 1   | 1         |
| Thẻ đỏ             | 0   | 0         |

| Thống kê           | Ý   | Argentina |
| ------------------ | --- | --------- |
| Bàn thắng được ghi | 0   | 1         |
| Tổng cú sút        | 2   | 11        |
| Sút trúng đích     | 1   | 6         |
| Cứu thua           | 5   | 1         |
| Kiểm soát bóng     | 42% | 58%       |
| Phạt góc           | 0   | 3         |
| Phạm lỗi           | 8   | 6         |
| Việt vị            | 2   | 0         |
| Thẻ vàng           | 2   | 0         |
| Thẻ đỏ             | 0   | 0         |

| Thống kê           | Ý   | Argentina |
| ------------------ | --- | --------- |
| Bàn thắng được ghi | 0   | 3         |
| Tổng cú sút        | 7   | 17        |
| Sút trúng đích     | 3   | 9         |
| Cứu thua           | 6   | 3         |
| Kiểm soát bóng     | 45% | 55%       |
| Phạt góc           | 3   | 4         |
| Phạm lỗi           | 13  | 16        |
| Việt vị            | 3   | 0         |
| Thẻ vàng           | 3   | 1         |
| Thẻ đỏ             | 0   | 0         |